# Heinrich Renzow
Heinrich Renzow (* 23. August 1877 in Rodenberg (Stepenitztal); † 4. Januar 1945 ebenda) war ein deutscher Landwirt und Politiker.

## Leben
Renzow war Besitzer eines Hofes in Rodenberg bei Schönberg, der schon seit dem 14. Jahrhundert im Besitz seiner Familie gewesen war. Er galt als Hauptrepräsentant der Ratzeburger Bauern und war Abgeordneter der DNVP im ersten, zweiten und dritten ordentlichen Landtag von Mecklenburg-Strelitz an. 